# Энрикес Гальо, Альберто
Хиль Альберто Энрикес Гальо (исп. Gil Alberto Enríquez Gallo; 24 июля 1894 — 13 июля 1962) — эквадорский военный, государственный и политический деятель, временный президент Эквадора (верховный правитель государства — Jefe Supremo del Estado) с 23 октября 1937 по 10 августа 1938
года.

## Биография
Энрикес Гальо впервые появляется как публичная фигура 15 января 1922 года, когда ему как капитану армии поручили жестокое подавление всеобщей забастовки в Гуаякиле. В бойне погибли сотни человек, а командующий офицер Энрикес получил благодарность за «защиту города от анархистских бунтовщиков», однако впоследствии вспоминал этот момент как ключевой для переосмысления его политических позиций.
Произведён главой государства Федерико Паэсом в генералы эквадорской армии и назначен министром национальной обороны в его правительстве.

### Во главе Эквадора
В сентябре 1937 года отстранил получившего чрезвычайные полномочия Паэса от власти в результате военного переворота. После того он отменил некоторые наиболее одиозные решения предшественника и освободил политических заключённых; это также означало снятие запрета на деятельность Коммунистической партии Эквадора. Энрикес также реорганизовал свой кабинет, в котором изначально все министры, за исключением одного, были военными, назначив туда гражданских — двоих социалистов, индихениста, троих либералов и консерватора.
В отличие от многих президентов-популистов, двигавшихся от прогрессивных к консервативным позициям, Энрикес Гальо принимал всё более социально ориентированный курс. Хотя он правил менее года, Энрикес добился известности как социальный реформатор — в первую очередь благодаря Трудовому кодексу 1938 года, принятому под давлением широкого забастовочного движения рабочих и крестьян.
Энрикеса также помнят за то, что он отошёл от экономического курса Паэса, защищавшего интересы иностранных корпораций. Он встал на сторону борющихся шахтёров, начав затяжную конфронтацию с принадлежащей капиталу США South American Development Company из-за условий ее эквадорской концессии и низких заработных плат, которые компания платила своим эквадорским рабочим. Однако при поддержке Государственного департамента США компания отказалась выполнить просьбы Энрикеса о более справедливом налогообложении, при котором большая часть прибыли от её горнодобывающей деятельности оставалась в Эквадоре.
Спустя девять месяцев своего президентства Энрикес передал власть демократически избранному Конституционному (Учредительному) собранию. Однако в ассамблее директивным порядком в одинаковом количестве были представлены три легально действующие партии (Консервативная, Либеральная и Социалистическая), поскольку Энрикес полагал, что так будет обеспечен баланс между классами, которые те представляли (землевладельцы, буржуазия и трудящиеся). Новая ассамблея 10 августа 1938 года избрала временным президентом Мануэля Марию Борреро, а 10 августа 1938 года утвердила четырнадцатую конституцию (которая так и не была обнародована).

### После президентства
После 1938 года Энрикеса трижды арестовывали за связи с попытками переворотов, однако Энрикес не был связан с тем, который был действительно успешен — народной «Славной революцией» 1944 года. Более того, пришедший к власти Хосе Мария Веласко Ибарра, конкурировавший с ним за социальную базу, понизил Энрикеса в звании до полковника и на некоторое время вновь арестовал, а затем депортировал в Перу, обвинив в причастности к путчу 1946 года, который на деле стал предлогом для разгона им собственного правительства. При этом социалисты пытались заступаться за экс-президента, а лидеры коммунистов Рикардо Паредес Ромеро, Энрике Хиль Хильберт и Ана Морено опасались, что фигура Энрикеса сулит возвращение военной диктатуры.
Энрикес Гальо был кандидатом на президентских выборах 1948 года от коалиции либералов с социалистами (Социалистической партией — Широким фронтом Эквадора) и другими левыми (но не коммунистами, от которых генерал продолжал дистанцироваться). Его кампания, направленность которой сравнивали с леволиберальным колумбийским политиком Хорхе Эльесер Гайтаном, но в отличие от которого не выделявшаяся яркостью, принесла ему более 19 % голосов и 3 место. Хотя генерал еще был либеральным сенатором в 1956—1960 годах, но значимой роли в политической страны больше не играл.
Его внук эмигрировал в Соединенные Штаты и обучался в Военно-морской академии США. Её же в мае 2019 года окончил и правнук Энрикеса Ник Мильюс по специальности военно-морского летчика.